# Scaptesyle subtricolor
Scaptesyle subtricolor är en fjärilsart som beskrevs av Van Eecke 1927. Scaptesyle subtricolor ingår i släktet Scaptesyle och familjen björnspinnare. Inga underarter finns listade.